# Pasilobus insignis
Pasilobus insignis is een spinnensoort in de taxonomische indeling van de wielwebspinnen (Araneidae).
Het dier behoort tot het geslacht Pasilobus. De wetenschappelijke naam van de soort werd voor het eerst geldig gepubliceerd in 1908 door Octavius Pickard-Cambridge.